# 愛玉子

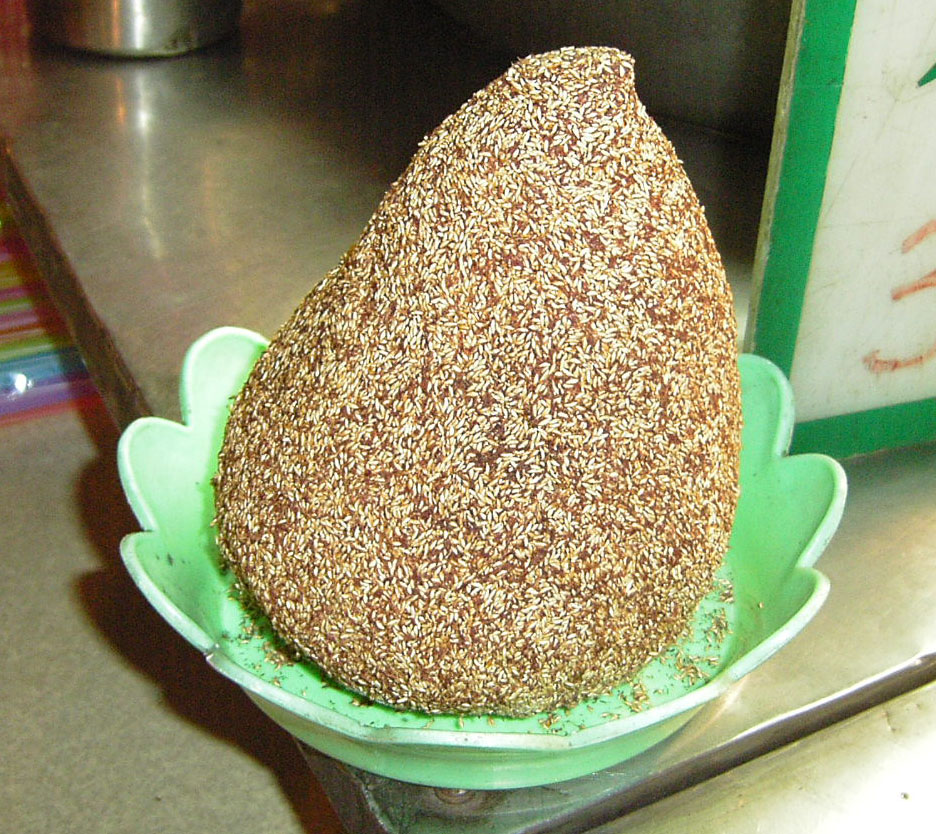
愛玉子果實曬乾、翻開後取出種子，隔紗布袋搓洗後之團狀物

愛玉子（學名：Ficus pumila var. awkeotsang）又稱為愛玉、愛玉仔、玉枳、枳仔、草枳仔、澳澆、薁蕘、薁蕘欉，屬桑科榕屬植物，為台灣特有變種，與薜荔（Ficus pumila）皆屬雌雄異株。

## 歷史與特徵
日本植物學家牧野富太郎在嘉義廳打貓東頂堡生毛樹庄（現嘉義縣梅山鄉）平地採集得愛玉子標本，並在1904年將愛玉發表為新種，訂其學名為Ficus awkeotsang ，該名來自薁蕘欉。後來因英國植物學家E. J. H. Corner認為愛玉與薜荔十分相近；但薜荔在植物分類的學名發表較早，因此現代學者大多將愛玉歸類為薜荔的變種（Ficus pumila L. var. awkeotsang (Makino) Corner）。
連雅堂在《臺灣通史卷27》中記載愛玉子名稱的來源：在清朝道光年間，一名商人在嘉義縣的溪邊飲水，發現水面有凍狀物，又見樹上果實落入水中，認為是其導致而將其撿回家。他在家中把果實用水搓洗，馬上出現凍狀物，吃起來味道很好。商人讓其女愛玉在街上販賣此物，後人們就將其稱為「愛玉凍」。
野外分布可由平地至海拔2000公尺以上之山區，目前主要分布於海拔 1200–1900公尺之中低海拔地區，常纏繞於岩石或樹木上。雌雄異株，主要果期在8－12月，雌果具豐富之果膠及果膠酯酶，可採製加工為愛玉凍。

## 與薜荔之差異
愛玉與薜荔在成年期時，葉子具有些微差異，愛玉葉形大而葉尖銳尖，薜荔則是葉形小而葉尖鈍。在隱花果大小具有明顯差異，愛玉隱花果較長，且佈滿白色斑點；薜荔隱花果較圓，僅在授粉孔附近具有白色斑點。
除了形態上的差異，其生化性質也有所差異，愛玉子含有二型的果膠酯酶，而在薜荔則只具有單型之果膠酯酶，顯示愛玉與薜荔不只在形態上，細胞分化上也有所不同。二者之果實分辨下，曾經懷疑愛玉子可能為薜荔的多倍體值物，但實際上薜荔與愛玉子之染色體數目均為2N=26。由於愛玉與薜荔原生分布區域重疊，且兩者在分類學上本為同種，因此雜交具可育性，在野外可見葉果等特徵性狀介於愛玉與薜荔兩者之間的個體植株。

## 分布區域
愛玉子盛產於台灣中央山脈海拔 1200公尺 至 1900公尺，亦被栽培於中國雲南、四川、福建等地區。目前的研究顯示愛玉僅能透過愛玉小蜂授粉，但愛玉小蜂並不適應中國水土，導致中國難以種植愛玉。

## 食用

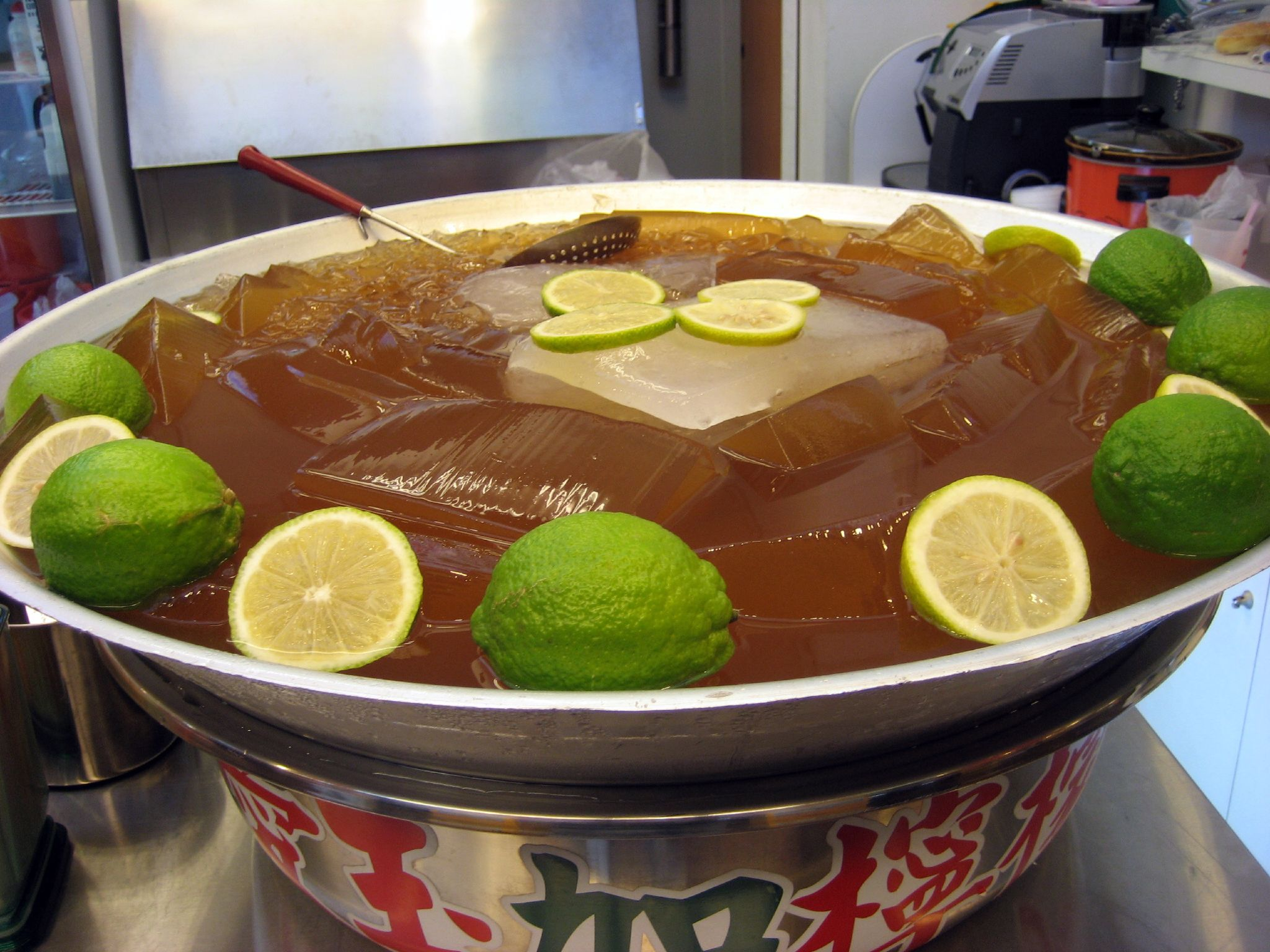
愛玉凍

愛玉子有分次開花，果實陸續成熟的現象，故採收時亦宜分次採取成熟果，然後削去外皮，一半切開，使瘦果充分曝露，以利用陽光晒乾或乾燥機烘乾。瘦果經常溫手工搓洗出果膠後，經常溫靜置後可凝結為愛玉凍。一般人所稱的愛玉，指的是愛玉子製成的膠質食品愛玉凍。由於愛玉子瘦果果膠其中所含的凝結酵素(果膠酯酶)穩定性高，即使經過多年常溫存放亦不會滅失減損其凝結為愛玉凍之能力，實際驗證有存放超過20年以上仍能正常凝膠的實證。
因愛玉為產於台灣之特有變種，台灣外其他各地區也有類似愛玉凍之凍狀食品，大多為薜荔子所製成。如新加坡的文頭雪（新加坡稱薜荔子為「文頭米」）及武夷山的薜荔凍等。將愛玉凍加入碎冰跟檸檬汁可製成愛玉冰，是台灣一種清涼爽口的著名甜品。

## 主要成分
- 聚半乳醣醛酸（英语：Pectic acid）（poly galacturonic acid，簡稱 PGA）。是一種長鏈的高分子，是讓愛玉凝結成膠的成分。[15]